# Sven Elvestad
Sven Elvestad (ur. 6 września 1884, zm. 18 grudnia 1934) – norweski pisarz i dziennikarz, najbardziej znany z powieści kryminalnych opublikowanych pod pseudonimami Stein Riverton, Kristian F. Biller lub (rzadko) pod własnym nazwiskiem.
Kristoffer Elvestad Svendsen urodził się w miejscowości Fredrikshald (obecnie Haldan) w pobliżu granicy ze Szwecją. Początkowo pracował jako goniec w rodzinnym miasteczku. Niedługo jednak, po przywłaszczeniu sobie pieniędzy pracodawcy, uciekł do Oslo, gdzie rozpoczął karierę dziennikarską.
Wykreował dwie postacie detektywów: emerytowanego policjanta Asbjørna Kraga oraz śledczego Knuta Gibba. Wczesne powieści Elvestada, opublikowane pod pseudonimami, posiadają misterną konstrukcję fabuły i narracji, dzisiejszym czytelnikom kojarzącą się głównie z dziełami Agaty Christie. Późniejsze książki autora bliższe są konwencji thrillera psychologicznego z elementami m.in. teorii Zygmunta Freuda.
Był zafascynowany rodzącymi się w Niemczech i Włoszech lat 20. XX w. ruchami faszystowskimi. Podziwiał Benito Mussoliniego, jednak Adolfa Hitlera, z którym jako pierwszy zagraniczny dziennikarz przeprowadził wywiad, nazwał niebezpiecznym człowiekiem.
Elvestad zmarł na zawał serca w hotelu w Skien, krótko przed planowaną przez siebie pielgrzymką do Ziemi Świętej. W 1951 wszystkie jego utwory zostały wycofane z polskich bibliotek oraz objęte cenzurą.
Jego pseudonimem nazwano najważniejszą norweską nagrodę dla autorów kryminałów – Nagrodę Rivertona (norw. Rivertonprisen).